# Euchromius gartheellus
Euchromius gartheellus là một loài bướm đêm trong họ Crambidae.